# Jorge Sanjinés
Jorge Sanjinés (La Paz, 31 de julho de 1936), é um cineasta e roteirista boliviano. É fundador do grupo de produção Grupo Ukamau. Ele ganhou o Prêmio ALBA de Artes em 2009. 

## Biografia
Jorge Sanjinés nasceu em La Paz, capital da Bolívia, em 1936. Estudou filosofia na Universidade Mayor de San Andrés. Em 1957 estudou cinema no Chile, onde realizou um curta-metragem que foi musicalizado por Violeta Parra. Entre 1958 e 1959, estuda no Instituto Cinematográfico da Universidade Católica no Chile, onde realiza três curtas-metragens. Retorna à Bolívia em 1961. Entre 1965 e 1966, dirige o Instituto Cinematográfico Boliviano.
Entre 1962 e 1965 realiza vários curtas-metragens: Sueños y realidades (1962), Una jornada difícil (1963) e Revolución (1963), curta-metragem de 10 minutos que recebeu o Prêmio Joris Ivens 1964 em Leipzig. Filma também os média-metragens Un día paulino e ¡Aysa! (1964). Nesse período, junto a Óscar Soria, fundam as bases do grupo cinematográfico que mais tarde se conheceria como Grupo Ukamau, nome do primeiro longa-metragem do grupo realizado em 1966.
Logo se uniram ao grupo Ricardo Rada e Antonio Eguino. O Grupo Ukamau fundou a primeira Escola Fílmica Boliviana em 1961. Organizaram também o Cineclube Boliviano, primeira instituição de Cine-Debate na Bolívia e o Primeiro Festival Fílmico Boliviano na Universidade Mayor de San Andrés. 
O cinema de Sanjinés é um cinema de denúncia, um cinema a serviço do povo indígena, um cinema de luta contra o imperialismo. Jorge Sanjinés é talvez o diretor de cinema mais importante da Bolívia. Suas obras de forte conteúdo político tem sido reconhecidas no mundo todo (Cannes, Veneza, Leipzig, Cuba, entre outros). 
Jorge Sanjinés continua a produzir filmes. Lançou em 2016 Juana Aazurduy - guerrillera de la patria grande, e mantém o Instituto Ukamau em La Paz.

## Filmografia

##### Curtas metragens
- Sueños y realidades (1962)
- Revolución (1963)

##### Longas metragens
- Ukamau (1966)
- Yawar Mallku (1969)
- El coraje del pueblo (1971)
- Jatum auka (1973)
- ¡Fuera de aquí! (Llocsi caimanta) (1977)
- Las banderas del amanecer (1983)
- La nación clandestina (1989)
- Para recibir el canto de los pájaros (1995)
- Los hijos del último jardín (2004)
- Insurgentes (2012)
- Juana Azurdy – La guerrillera de la Pátria Grande (2016)